# Leo Franco
Leo Franco, all'anagrafe Leonardo Noeren Franco (San Nicolás de los Arroyos, 20 maggio 1977), è un allenatore di calcio, dirigente sportivo ed ex calciatore argentino, di ruolo portiere, attuale vice allenatore dell'Atlético Madrid B.

## Carriera

### Giocatore

#### Club
Cresciuto nelle file dell'Independiente, ha debuttato in prima squadra nella stagione 1995-1996. Dopo due stagioni nelle file dell'Independiente, il 1º agosto 1997 si è trasferito in prestito al Mérida, club spagnolo. Terminato il prestito, ha proseguito la propria carriera in Spagna. Nel 1998 si è trasferito a titolo definito al Maiorca. Dopo una prima stagione in cui ha disputato incontri solamente con la squadra riserve, nel 1999 è diventato portiere titolare del club rossonero. Ha militato nelle file del Maiorca fino al 2004, totalizzando 148 presenze e 201 reti subite in campionato. Il 15 giugno 2004 è passato all'Atlético Madrid. Ha militato nelle file dei Colchoneros per cinque stagioni, totalizzando 153 presenze e 158 reti subite in campionato. Nel luglio 2009 si è trasferito in Turchia, al Galatasaray. Dopo una stagione nel club turco, il 17 luglio 2010 ha fatto ritorno in Spagna, firmando un contratto biennale con il Real Saragozza. Ha militato nelle file dei Los Blanquillos per quattro stagioni, totalizzando 68 presenze e 92 reti subite in campionato. Il 22 luglio 2014 è tornato in Argentina, firmando un contratto di 18 mesi con il San Lorenzo. L'8 giugno 2015 ha annunciato il proprio addio al San Lorenzo. Il successivo 24 giugno è stato ingaggiato dall'Huesca, club spagnolo. Il 19 agosto 2016 si è ritirato.

#### Nazionale
Ha debuttato in Nazionale maggiore il 18 agosto 2004, nell'amichevole Giappone-Argentina (1-2). Ha partecipato, con la selezione argentina, alla Confederations Cup 2005 e ai Mondiali 2006. Nella competizione mondiale è sceso in campo il 30 giugno 2006, nel quarto di finale Germania-Argentina (1-1, 4-2 dtr), subentrando all'infortunato Roberto Abbondanzieri al minuto 71. Ha collezionato in totale, con la maglia dell'Argentina, 4 presenze e 5 reti subite.

### Dopo il ritiro
Il 19 agosto 2016 è diventato direttore delle relazioni esterne dell'Huesca. Ha mantenuto tale incarico fino al termine della stagione 2017-2018. Il 29 maggio 2018 è diventato tecnico dell'Huesca. Il 9 ottobre 2018 è stato sollevato dall'incarico, dopo aver ottenuto una vittoria e due pareggi nelle prime otto giornate di campionato. Il 15 luglio 2024 è diventato vice allenatore dell'Atlético Madrid B.

## Statistiche

### Presenze e reti nei club
| Stagione               | Squadra                | Campionato             | Campionato | Campionato | Coppe nazionali | Coppe nazionali | Coppe nazionali | Coppe continentali | Coppe continentali | Coppe continentali | Altre coppe | Altre coppe | Altre coppe | Totale | Totale | Totale |
| Stagione               | Squadra                | Comp                   | Pres       | Reti       | Comp            | Pres            | Reti            | Comp               | Pres               | Reti               | Comp        | Pres        | Reti        | Pres   | Reti   |        |
| ---------------------- | ---------------------- | ---------------------- | ---------- | ---------- | --------------- | --------------- | --------------- | ------------------ | ------------------ | ------------------ | ----------- | ----------- | ----------- | ------ | ------ | ------ |
| 1995-1996              | Independiente          | PD                     | 1          | -3         | -               | -               | -               | -                  | -                  | -                  | -           | -           | -           | 1      | -3     |        |
| 1996-1997              | Independiente          | PD                     | 1          | -4         | -               | -               | -               | -                  | -                  | -                  | -           | -           | -           | 1      | -4     |        |
| Totale Independiente   | Totale Independiente   | Totale Independiente   | 2          | -7         |                 | -               | -               |                    | -                  | -                  |             | -           | -           | 2      | -7     |        |
| 1997-1998              | Mérida                 | PD                     | 0          | 0          | CR              | 0               | 0               | -                  | -                  | -                  | -           | -           | -           | 0      | 0      |        |
| 1998-1999              | Maiorca                | PD                     | 0          | 0          | CR              | 0               | 0               | CDC                | 0                  | 0                  | SCS         | 0           | 0           | 0      | 0      |        |
| 1999-2000              | Maiorca                | PD                     | 30         | -36        | CR              | 2               | -4              | UCL+UEFA           | 1+6                | -9                 | -           | -           | -           | 39     | -49    |        |
| 2000-2001              | Maiorca                | PD                     | 27         | -27        | CR              | 5               | -4              | Intertoto          | 0                  | 0                  | -           | -           | -           | 32     | -31    |        |
| 2001-2002              | Maiorca                | PD                     | 22         | -30        | CR              | 1               | -1              | UCL+UEFA           | 5+2                | -11                | -           | -           | -           | 30     | -42    |        |
| 2002-2003              | Maiorca                | PD                     | 36         | -54        | CR              | 6               | -4              | -                  | -                  | -                  | -           | -           | -           | 42     | -58    |        |
| 2003-2004              | Maiorca                | PD                     | 33         | -54        | CR              | 0               | 0               | UEFA               | 3                  | -6                 | SCS         | 2           | -4          | 38     | -64    |        |
| Totale Maiorca         | Totale Maiorca         | Totale Maiorca         | 148        | -201       |                 | 14              | -13             |                    | 17                 | -26                |             | 2           | -4          | 181    | -244   |        |
| 2004-2005              | Atlético Madrid        | PD                     | 37         | -32        | CR              | 7               | -2              | Intertoto          | 5                  | -7                 | -           | -           | -           | 49     | -41    |        |
| 2005-2006              | Atlético Madrid        | PD                     | 34         | -31        | CR              | 2               | 0               | -                  | -                  | -                  | -           | -           | -           | 36     | -31    |        |
| 2006-2007              | Atlético Madrid        | PD                     | 32         | -28        | CR              | 2               | -1              | -                  | -                  | -                  | -           | -           | -           | 34     | -29    |        |
| 2007-2008              | Atlético Madrid        | PD                     | 18         | -19        | CR              | 0               | 0               | Intertoto+UEFA     | 2+1                | -2                 | -           | -           | -           | 21     | -21    |        |
| 2008-2009              | Atlético Madrid        | PD                     | 32         | -48        | CR              | 1               | 0               | UCL                | 6                  | -5                 | -           | -           | -           | 39     | -53    |        |
| Totale Atlético Madrid | Totale Atlético Madrid | Totale Atlético Madrid | 153        | -158       |                 | 12              | -3              |                    | 14                 | -14                |             | -           | -           | 179    | -175   |        |
| 2009-2010              | Galatasaray            | SL                     | 26         | -28        | TK              | 0               | 0               | UEL                | 11                 | -8                 | -           | -           | -           | 37     | -36    |        |
| 2010-2011              | Real Saragozza         | PD                     | 23         | -32        | CR              | 0               | 0               | -                  | -                  | -                  | -           | -           | -           | 23     | -32    |        |
| 2011-2012              | Real Saragozza         | PD                     | 1          | 0          | CR              | 0               | 0               | -                  | -                  | -                  | -           | -           | -           | 1      | 0      |        |
| 2012-2013              | Real Saragozza         | PD                     | 4          | -9         | CR              | 6               | -6              | -                  | -                  | -                  | -           | -           | -           | 10     | -15    |        |
| 2013-2014              | Real Saragozza         | SD                     | 40         | -51        | CR              | 0               | 0               | -                  | -                  | -                  | -           | -           | -           | 40     | -51    |        |
| Totale Real Saragozza  | Totale Real Saragozza  | Totale Real Saragozza  | 68         | -92        |                 | 6               | -6              |                    | -                  | -                  |             | -           | -           | 74     | -98    |        |
| ago.-dic. 2014         | San Lorenzo            | PD                     | 0          | 0          | CA              | 1               | -2              | -                  | -                  | -                  | CMC         | 0           | 0           | 1      | -2     |        |
| gen.-giu. 2015         | San Lorenzo            | PD                     | 3          | -1         | CA              | 1               | -1              | CL                 | 0                  | 0                  | RCS         | 0           | 0           | 4      | -2     |        |
| Totale San Lorenzo     | Totale San Lorenzo     | Totale San Lorenzo     | 3          | -1         |                 | 2               | -3              |                    | 0                  | 0                  |             | 0           | 0           | 5      | -4     |        |
| 2015-2016              | Huesca                 | PD                     | 28         | -27        | CR              | 1               | 0               | -                  | -                  | -                  | -           | -           | -           | 29     | -27    |        |
| Totale carriera        | Totale carriera        | Totale carriera        | 428        | -514       |                 | 35              | -25             |                    | 42                 | -48                |             | 2           | -4          | 507    | -591   |        |

### Cronologia presenze e reti in nazionale
| Cronologia completa delle presenze e delle reti in nazionale ― Argentina | Cronologia completa delle presenze e delle reti in nazionale ― Argentina | Cronologia completa delle presenze e delle reti in nazionale ― Argentina | Cronologia completa delle presenze e delle reti in nazionale ― Argentina | Cronologia completa delle presenze e delle reti in nazionale ― Argentina | Cronologia completa delle presenze e delle reti in nazionale ― Argentina | Cronologia completa delle presenze e delle reti in nazionale ― Argentina | Cronologia completa delle presenze e delle reti in nazionale ― Argentina |
| Data                                                                     | Città                                                                    | In casa                                                                  | Risultato                                                                | Ospiti                                                                   | Competizione                                                             | Reti                                                                     | Note                                                                     |
| ------------------------------------------------------------------------ | ------------------------------------------------------------------------ | ------------------------------------------------------------------------ | ------------------------------------------------------------------------ | ------------------------------------------------------------------------ | ------------------------------------------------------------------------ | ------------------------------------------------------------------------ | ------------------------------------------------------------------------ |
| 18-8-2004                                                                | Shizuoka                                                                 | Giappone                                                                 | 1 – 2                                                                    | Argentina                                                                | Amichevole                                                               | -1                                                                       |                                                                          |
| 4-6-2005                                                                 | Quito                                                                    | Ecuador                                                                  | 2 – 0                                                                    | Argentina                                                                | Qual. Mondiali 2006                                                      | -2                                                                       | 27’                                                                      |
| 17-8-2005                                                                | Budapest                                                                 | Ungheria                                                                 | 1 – 2                                                                    | Argentina                                                                | Amichevole                                                               | -1                                                                       |                                                                          |
| 30-6-2006                                                                | Berlino                                                                  | Germania                                                                 | 1 – 1 dts (4 – 2 dtr)                                                    | Argentina                                                                | Mondiali 2006 - Quarti di finale                                         | -1                                                                       | 71’                                                                      |
| Totale                                                                   |                                                                          | Presenze                                                                 | 4                                                                        |                                                                          | Reti                                                                     | -5                                                                       |                                                                          |

## Palmarès

### Club

#### Competizioni nazionali
- Coppa di Spagna: 1

Maiorca: 2002-2003

### Nazionale
- Campionato mondiale Under-20: 1

1997